# Населення Харківської області

## Чисельність населення

### Динаміка чисельності населення
Історична динаміка чисельності населення Харківської області (у сучасних кордонах)
- 1926 — 2 328 000▲
- 1939 — 2 554 000▲
- 1941 — 2 643 100[7]▲
- 1944 — 1 668 300[8]▲▼
- 1959 — 2 520 129▲
- 1970 — 2 826 122}▲
- 1979 — 3 055 655▲
- 1989 — 3 174 675▲
- 2001 — 2 914 212▼
- 2014 — 2 737 242▼
- 2021 — 2 619 900▼
- 2022 — 2 596 250[9]▼

### Чисельність населення по районах на 1 лютого 2022 року та середня чисельність у січні 2022 року
За даними Головного управління статистики у Харківській області 
|                       | Наявне населення                      | Наявне населення      | Постійне населення                    | Постійне населення |
| на 1 лютого 2022 року | середня чисельність у січні 2022 року | на 1 лютого 2022 року | середня чисельність у січні 2022 року |                    |
| Харківська область    | 2596250                               | 2597606               | 2580614                               | 2581970            |
| Богодухівський район  | 122058                                | 122172                | 122570                                | 122684             |
| Ізюмський район       | 171886                                | 172003                | 173179                                | 173296             |
| Красноградський район | 103713                                | 103785                | 104473                                | 104545             |
| Куп’янський район     | 129927                                | 130019                | 130710                                | 130802             |
| Лозівський район      | 147160                                | 147261                | 148691                                | 148792             |
| Харківський район     | 1727611                               | 1728330               | 1707670                               | 1708389            |
| Чугуївський район     | 193895                                | 194036                | 193321                                | 193462             |

## Природний рух

### Показники народжуваності, смертності та природного приросту населення у 1950–2021рр.
| Коефіцієнт (на 1000 осіб) | 1950 | 1960 | 1970 | 1990 | 1995 | 2000 | 2005 | 2010 | 2015 | 2020  | 2021  |
| ------------------------- | ---- | ---- | ---- | ---- | ---- | ---- | ---- | ---- | ---- | ----- | ----- |
| народжуваності            | 19,7 | 17,3 | 14,0 | 11,4 | 8,8  | 6,8  | 7,9  | 9,5  | 9,2  | 6,3   | 5,9   |
| смертності                | 7,3  | 6,9  | 9,2  | 12,8 | 16,5 | 16,4 | 16,5 | 15,2 | 15,6 | 16,7  | 21,0  |
| природного приросту       | 12,4 | 10,4 | 4,8  | -1,4 | -8,5 | -9,6 | -8,6 | -5,7 | -6,4 | -10,4 | -15,1 |

| Природний рух населення Харківської області у 1950—2020 році | |
| --- | --- |
| На цьому місці має відображатися графік чи діаграма, однак з технічних причин його відображення наразі вимкнено. Будь ласка, не видаляйте код, який викликає це повідомлення. Розробники вже працюють для того, щоби відновити штатне функціонування цього графіка або діаграми. | |
| Народжених Смертей | |
| | На цьому місці має відображатися графік чи діаграма, однак з технічних причин його відображення наразі вимкнено. Будь ласка, не видаляйте код, який викликає це повідомлення. Розробники вже працюють для того, щоби відновити штатне функціонування цього графіка або діаграми. |

### Динаміка очікуваної тривалості життя при народженні[10]
|                                         | Середня очікувана тривалість життя при народженні, роки |       |       |
| обидві статі                            | чоловіки                                                | жінки |       |
| 1990                                    | 70,31                                                   | 65,29 | 74,85 |
| 1991                                    | 69,25                                                   | 64,23 | 73,97 |
| 1992                                    | 68,94                                                   | 63,58 | 74,04 |
| 1993                                    | 68,00                                                   | 62,70 | 73,08 |
| 1994                                    | 67,00                                                   | 61,60 | 72,35 |
| 1995                                    | 66,31                                                   | 60,58 | 72,17 |
| 1996                                    | 67,12                                                   | 61,26 | 73,11 |
| 1997                                    | 67,54                                                   | 61,96 | 73,13 |
| 1998                                    | 68,61                                                   | 63,24 | 73,85 |
| 1999                                    | 68,00                                                   | 62,48 | 73,50 |
| 2000                                    | 67,47                                                   | 61,73 | 73,34 |
| 2001                                    | 68,14                                                   | 62,52 | 73,78 |
| 20021                                   | 68,69                                                   | 63,13 | 74,29 |
| 20031                                   | 68,79                                                   | 63,34 | 74,24 |
| 20041                                   | 68,72                                                   | 63,15 | 74,31 |
| 20051                                   | 68,58                                                   | 62,96 | 74,26 |
| 20061                                   | 68,99                                                   | 63,55 | 74,41 |
| 20071                                   | 69,20                                                   | 63,76 | 74,61 |
| 20081                                   | 69,19                                                   | 63,71 | 74,61 |
| 20091                                   | 70,11                                                   | 64,87 | 75,21 |
| 20101                                   | 71,20                                                   | 66,28 | 75,82 |
| 2011                                    | 71,60                                                   | 66,70 | 76,08 |
| 2012                                    | 71,69                                                   | 66,85 | 76,23 |
| 2013                                    | 72,14                                                   | 67,34 | 76,61 |
| 2014                                    | 71,11                                                   | 66,06 | 75,97 |
| 2015                                    | 71,15                                                   | 66,35 | 75,71 |
| 2016                                    | 71,46                                                   | 66,63 | 76,05 |
| 2017                                    | 71,88                                                   | 67,05 | 76,45 |
| 2018                                    | 71,40                                                   | 66,37 | 76,27 |
| 2019                                    | 71,84                                                   | 66,86 | 76,62 |
| 2020                                    | 71,11                                                   | 66,23 | 75,84 |
| 2021                                    | 68,73                                                   | 64,53 | 72,83 |
| 1 Дані розраховано за два суміжні роки. |                                                         |       |       |

### Динаміка народження дітей жінками, які не перебували у зареєстрованому шлюбі
Частка дітей народжених жінками, які не перебували у зареєстрованому шлюбі, по відношенню до загальної кількості народжених у % мала збільшення з 1990 року до 2005 року (максимальний показник за період 1990-2005 становив 26,9%), з 2005 року частка дітей почала поступово зменшуватися.
|      | Частка дітей, % |
| 1990 | 12,6            |
| 1991 | 14,8            |
| 1992 | 15,0            |
| 1993 | 15,8            |
| 1994 | 16,4            |
| 1995 | 17,2            |
| 1996 | 16,6            |
| 1997 | 19,1            |
| 1998 | 21,2            |
| 1999 | 22,9            |
| 2000 | 22,5            |
| 2001 | 23,1            |
| 2002 | 23,9            |
| 2003 | 25,0            |
| 2004 | 25,6            |
| 2005 | 26,9            |
| 2006 | 26,0            |
| 2007 | 25,8            |
| 2008 | 25,4            |
| 2009 | 25,5            |
| 2010 | 26,1            |
| 2011 | 26,2            |
| 2012 | 25,4            |
| 2013 | 26,4            |
| 2014 | 25,1            |
| 2015 | 24,7            |
| 2016 | 23,4            |
| 2017 | 24,1            |
| 2018 | 23,5            |
| 2019 | 24,2            |
| 2020 | 24,6            |
| 2021 | 23,8            |

### Показники причин смертності серед населення за окремими причинами (з 2005 року)
|                                      | Всього померлих, осіб (A00-U85) | За окремими причинами, осіб: | За окремими причинами, осіб:      | За окремими причинами, осіб:        | За окремими причинами, осіб:      | За окремими причинами, осіб:                      | За окремими причинами, осіб:                                   | За окремими причинами, осіб:             | За окремими причинами, осіб:               | За окремими причинами, осіб: |
| хвороби системи кровообігу (I00−I99) | Всього померлих, осіб (A00-U85) | новоутворення (C00−D48)      | зовнішні причини смерті (V01−Y89) | хвороби органів травлення (K00−K92) | хвороби органів дихання (J00−J98) | деякі інфекційні та паразитарні хвороби (A00−B99) | причини смерті, позначені кодами для особливих цілей (U00−U85) | з них від                                | з них від                                  |                              |
| хвороби системи кровообігу (I00−I99) | Всього померлих, осіб (A00-U85) | новоутворення (C00−D48)      | зовнішні причини смерті (V01−Y89) | хвороби органів травлення (K00−K92) | хвороби органів дихання (J00−J98) | деякі інфекційні та паразитарні хвороби (A00−B99) | причини смерті, позначені кодами для особливих цілей (U00−U85) | COVID-19, вірус іденти-фікований (U07.1) | COVID-19, вірус неіденти-фікований (U07.2) |                              |
| 2005                                 | 46941                           | 32707                        | 4724                              | 4199                                | 1591                              | 902                                               | 707                                                            | −                                        | −                                          | −                            |
| 2006                                 | 45496                           | 32043                        | 4752                              | 3845                                | 1468                              | 817                                               | 620                                                            | −                                        | −                                          | −                            |
| 2007                                 | 45512                           | 31882                        | 4876                              | 3833                                | 1666                              | 888                                               | 631                                                            | −                                        | −                                          | −                            |
| 2008                                 | 45109                           | 31786                        | 4868                              | 3494                                | 1790                              | 836                                               | 718                                                            | −                                        | −                                          | −                            |
| 2009                                 | 42544                           | 30571                        | 4855                              | 2866                                | 1593                              | 702                                               | 573                                                            | −                                        | −                                          | −                            |
| 2010                                 | 42106                           | 30269                        | 5229                              | 2646                                | 1394                              | 666                                               | 507                                                            | −                                        | −                                          | −                            |
| 2011                                 | 40079                           | 27877                        | 5833                              | 2615                                | 1448                              | 701                                               | 541                                                            | −                                        | −                                          | −                            |
| 2012                                 | 40130                           | 27713                        | 6172                              | 2472                                | 1510                              | 713                                               | 534                                                            | −                                        | −                                          | −                            |
| 2013                                 | 39465                           | 27546                        | 5886                              | 2309                                | 1562                              | 748                                               | 468                                                            | −                                        | −                                          | −                            |
| 2014                                 | 41891                           | 29265                        | 6117                              | 2582                                | 1652                              | 794                                               | 398                                                            | −                                        | −                                          | −                            |
| 2015                                 | 42606                           | 30123                        | 6158                              | 2416                                | 1615                              | 768                                               | 454                                                            | −                                        | −                                          | −                            |
| 2016                                 | 42229                           | 29799                        | 5927                              | 2362                                | 1528                              | 860                                               | 386                                                            | −                                        | −                                          | −                            |
| 2017                                 | 40881                           | 28409                        | 5977                              | 2282                                | 1637                              | 694                                               | 387                                                            | −                                        | −                                          | −                            |
| 2018                                 | 42600                           | 29863                        | 5804                              | 2234                                | 1690                              | 902                                               | 385                                                            | −                                        | −                                          | −                            |
| 2019                                 | 40611                           | 28079                        | 5714                              | 2225                                | 1624                              | 810                                               | 348                                                            | −                                        | −                                          | −                            |
| 2020                                 | 44199                           | 30072                        | 5659                              | 2131                                | 1682                              | 1295                                              | 285                                                            | 1542                                     | 1420                                       | 122                          |
| 2021                                 | 55056                           | 32400                        | 5406                              | 2097                                | 1729                              | 3468                                              | 277                                                            | 7923                                     | 7275                                       | 648                          |

## Шлюб та розлучення серед населення області
| | Кількість зареєстрованих шлюбів, одиниць | Кількість зареєстрованих розірвань шлюбів, одиниць |
| 1990 | 30319                                    | 14282                                              |
| 1991 | 30927                                    | 15054                                              |
| 1992 | 23869                                    | 15850                                              |
| 1993 | 26561                                    | 15438                                              |
| 1994 | 24584                                    | 14233                                              |
| 1995 | 26833                                    | 13651                                              |
| 1996 | 18237                                    | 13671                                              |
| 1997 | 21023                                    | 12783                                              |
| 1998 | 19557                                    | 12845                                              |
| 1999 | 21767                                    | 12151                                              |
| 2000 | 16636                                    | 13780                                              |
| 2001 | 19074                                    | 12685                                              |
| 2002 | 19462                                    | 12335                                              |
| 2003 | 22779                                    | 11606                                              |
| 2004 | 16161                                    | 11049                                              |
| 2005 | 19667                                    | 11620                                              |
| 2006 | 20507                                    | 11454                                              |
| 2007 | 24732                                    | 11390                                              |
| 2008 | 19110                                    | 10744                                              |
| 2009 | 18707                                    | 8936                                               |
| 2010 | 17637                                    | 81871                                              |
| 2011 | 20635                                    | 11105                                              |
| 2012 | 16143                                    | 10401                                              |
| 2013 | 18351                                    | 10704                                              |
| 2014 | 19839                                    | 9120                                               |
| 2015 | 21416                                    | 9039                                               |
| 2016 | 16312                                    | 9367                                               |
| 2017 | 17849                                    | 9428                                               |
| 2018 | 16046                                    | 11929                                              |
| 2019 | 16834                                    | 10852                                              |
| 2020 | 12020                                    | 9034                                               |
| 2021 | 15458                                    | 9450                                               |
| 1 За даними органів державної реєстрації актів цивільного стану без урахування розірвань шлюбів, здійснених у судовому порядку. |                                          |                                                    |

## Міське та сільське населення
|      | Осіб          | Осіб    | Осіб     | Загальна чисельність населення,% | Питома вага міського населення,% |
| Рік  | усе населення | міське  | сільське | Загальна чисельність населення,% | Питома вага міського населення,% |
| ---- | ------------- | ------- | -------- | -------------------------------- | -------------------------------- |
| 2002 | 2914212       | 2289174 | 625038   | 99,2                             | 78,5                             |
| 2003 | 2887897       | 2272491 | 615406   | 99,1                             | 78,7                             |
| 2004 | 2866695       | 2260343 | 606352   | 99,3                             | 78,8                             |
| 2005 | 2848347       | 2251883 | 596464   | 99,4                             | 79,0                             |
| 2006 | 2829016       | 2243491 | 585525   | 99,3                             | 79,3                             |
| 2007 | 2812131       | 2235607 | 576524   | 99,4                             | 79,5                             |
| 2008 | 2795919       | 2227858 | 568061   | 99,4                             | 79,7                             |
| 2009 | 2782422       | 2221944 | 560478   | 99,5                             | 79,8                             |
| 2010 | 2769089       | 2214470 | 554619   | 99,5                             | 80,0                             |
| 2011 | 2755108       | 2205545 | 549563   | 99,5                             | 80,0                             |
| 2012 | 2742180       | 2197616 | 544564   | 99,5                             | 80,1                             |
| 2013 | 2744419       | 2204935 | 539484   | 100,1                            | 80,3                             |
| 2014 | 2737242       | 2202474 | 534768   | 99,7                             | 80,5                             |
| 2015 | 2731302       | 2201732 | 529570   | 99,8                             | 80,6                             |
| 2016 | 2718616       | 2193536 | 525080   | 99,5                             | 80,7                             |
| 2017 | 2701188       | 2178792 | 522396   | 99,4                             | 80,7                             |
| 2018 | 2694007       | 2179498 | 514509   | 99,7                             | 80,9                             |
| 2019 | 2675598       | 2168353 | 507245   | 99,3                             | 81,0                             |
| 2020 | 2658461       | 2158121 | 500340   | 99,4                             | 81,2                             |
| 2021 | 2633834       | 2140944 | 492890   | 99,1                             | 81,3                             |

## Національний склад
За даними Всеукраїнського перепису населення на території області проживали представники 111 національностей і народностей. У національному складі населення області переважна більшість українців, чисельність яких становила 2048,7 тис. осіб, або 70,7 % від загальної кількості населення. За роки, що минули від перепису населення 1989 року, кількість українців зросла на 2,8% , а їх питома вага серед жителів області  -  на 7,9 відсоткових пункти. Друге місце за чисельністю посідали росіяни. Їх кількість порівняно з переписом 1989 року зменшилась на 33,2% і нараховувала на дату перепису 742,0 тис. осіб. Питома вага росіян у загальній кількості населення зменшилась на 7,6 відсоткових пункти і становила 25,6%.

Національний склад населення
|          | 1926 | 1959 | 1970 | 1989 | 2001 |
| -------- | ---- | ---- | ---- | ---- | ---- |
| українці | 75,4 | 68,8 | 66,1 | 62,8 | 70,7 |
| росіяни  | 19,4 | 26,4 | 29,3 | 33,2 | 25,6 |
| євреї    | 3,8  | 3,3  | 2,7  | 1,5  | 0,4  |
| білоруси | 0,1  | 0,5  | 0,6  | 0,7  | 0,5  |
| інші     | 1,3  | 1,0  | 1,2  | 1,8  | 1,8  |

Національний склад районів та міст Харківської області за переписом 2001 року
|                        | українці | росіяни | білоруси |
| ---------------------- | -------- | ------- | -------- |
| Харків                 | 61,0     | 34,2    | 0,5      |
| Ізюм                   | 83,6     | 13,4    | 0,4      |
| Куп'янськ              | 82,4     | 14,2    | 0,3      |
| Лозова                 | 77,8     | 15,3    | 0,4      |
| Люботин                | 89,4     | 8,6     | 0,3      |
| Первомайський          | 55,9     | 38,3    | 0,5      |
| Чугуїв                 | 54,6     | 42,8    | 0,7      |
| Балаклійський район    | 77,6     | 20,4    | 0,4      |
| Барвінківський район   | 91,1     | 7,1     | 0,4      |
| Близнюківський район   | 90,2     | 7,8     | 0,6      |
| Богодухівський район   | 92,8     | 5,6     | 0,7      |
| Борівський район       | 90,5     | 8,4     | 0,3      |
| Валківський район      | 93,6     | 5,0     | 0,5      |
| Великобурлуцький район | 73,1     | 24,9    | 0,7      |
| Вовчанський район      | 85,4     | 12,4    | 0,5      |
| Дворічанський район    | 83,7     | 14,4    | 0,6      |
| Дергачівський район    | 80,3     | 18,2    | 0,4      |
| Зачепилівський район   | 84,6     | 13,4    | 0,4      |
| Зміївський район       | 82,3     | 15,6    | 0,5      |
| Золочівський район     | 84,0     | 14,0    | 0,6      |
| Ізюмський район        | 91,0     | 7,1     | 0,6      |
| Кегичівський район     | 89,6     | 6,5     | 1,5      |
| Коломацький район      | 93,2     | 4,7     | 1,4      |
| Красноградський район  | 78,4     | 19,4    | 0,7      |
| Краснокутський район   | 93,9     | 4,6     | 0,5      |
| Куп'янський район      | 88,9     | 9,5     | 0,5      |
| Лозівський район       | 88,9     | 9,7     | 0,5      |
| Нововодолазький район  | 78,9     | 19,5    | 0,4      |
| Первомайський район    | 65,4     | 32,6    | 0,7      |
| Печенізький район      | 92,7     | 6,5     | 0,3      |
| Сахновщинський район   | 92,4     | 5,8     | 0,5      |
| Харківський район      | 75,5     | 22,2    | 0,5      |
| Чугуївський район      | 57,4     | 40,5    | 0,4      |
| Шевченківський район   | 90,3     | 7,8     | 0,5      |

## Мовний склад
Українська мова є єдиною офіційною мовою на всій території області.
За даними Держстату у 2023/24 навчальному році в Харківській області з 221 336 учнів закладів загальної середньої освіти 220 933 (99,82 %) навчалися в українськомовних класах, 403 (0,18 %) — в російськомовних.
За даними перепису 2001 року, українську мову вказали рідною 53,8 % населення області, що на 3,3 відсоткового пункта більше, ніж за даними перепису 1989 року. Російську мову визначили як рідну 44,3 % населення, у порівнянні з минулим переписом населення цей показник зменшився на 3,8 відсоткового пункта. Частка інших мов, які були вказані як рідна, за міжпереписний період збільшилась на 0,5 відсоткового пункта і становила 1,9 %.

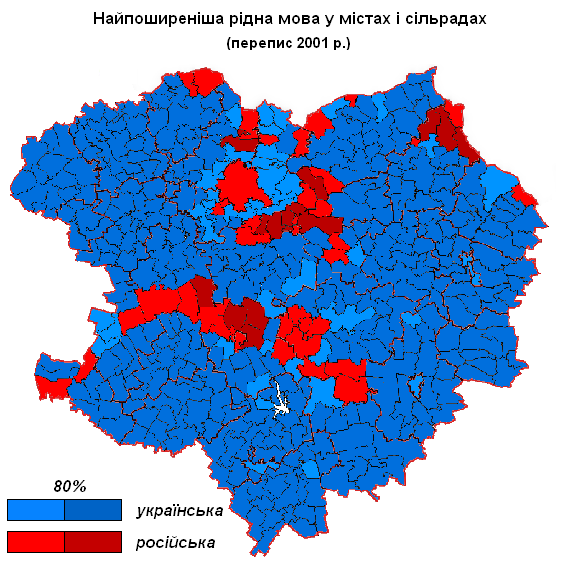
Найпоширеніша рідна мова у містах і сільрадах Харківської області за переписом 2001 р.

Рідна мова населення Харківської області за результатами переписів, %
|            | 1926 | 1959 | 1970 | 1989 | 2001 |
| ---------- | ---- | ---- | ---- | ---- | ---- |
| українська | 71,0 | 61,2 | 56,5 | 50,5 | 53,8 |
| російська  | 26,1 | 37,9 | 42,6 | 48,1 | 44,3 |
| інша       | 2,8  | 0,9  | 0,9  | 1,4  | 0,9  |

Рідна мова населення районів і міст обласного підпорядкування Харківської області за переписом населення 2001 р.
|                        | українська | російська | вірменська | білоруська |
| ---------------------- | ---------- | --------- | ---------- | ---------- |
| Харків                 | 31,8       | 65,9      | 0,2        | 0,1        |
| м. Ізюм                | 74,2       | 23,8      | 0,3        | 0,1        |
| Куп'янськ              | 69,3       | 25,6      | 0,1        | 0,1        |
| Лозова                 | 77,2       | 17,6      | 0,1        | 0,1        |
| Люботин                | 86,1       | 12,6      | 0,1        | 0,1        |
| Первомайський          | 42,8       | 52,7      | 0,1        | 0,1        |
| Чугуїв                 | 29,6       | 69,5      | 0,2        | 0,1        |
| Балаклійський район    | 70,4       | 28,9      | 0,1        | 0,1        |
| Барвінківський район   | 91,2       | 7,8       | 0,1        | 0,1        |
| Близнюківський район   | 92,1       | 6,7       | 0,3        | 0,3        |
| Богодухівський район   | 93,7       | 5,6       | 0,2        | 0,3        |
| Борівський район       | 91,5       | 8,1       | 0,1        | 0,1        |
| Валківський район      | 94,2       | 5,2       | 0,2        | 0,2        |
| Великобурлуцький район | 71,8       | 27,3      | 0,2        | 0,3        |
| Вовчанський район      | 85,7       | 13,2      | 0,4        | 0,2        |
| Зміївський район       | 76,4       | 22,5      | 0,1        | 0,2        |
| Дворічанський район    | 84,2       | 15,0      | 0,1        | 0,2        |
| Дергачівський район    | 78,1       | 21,3      | 0,1        | 0,1        |
| Зачепилівський район   | 84,0       | 14,9      | 0,6        | 0,1        |
| Золочівський район     | 85,7       | 13,3      | 0,4        | 0,3        |
| Ізюмський район        | 91,7       | 7,5       | 0,1        | 0,2        |
| Кегичівський район     | 92,1       | 5,5       | 0,3        | 0,6        |
| Коломацький район      | 94,0       | 4,5       | 0,1        | 1,1        |
| Красноградський район  | 77,2       | 21,9      | 0,1        | 0,3        |
| Краснокутський район   | 94,9       | 4,4       | 0,3        | 0,2        |
| Куп'янський район      | 88,9       | 10,4      | 0,1        | 0,2        |
| Лозівський район       | 88,5       | 10,7      | 0,0        | 0,2        |
| Нововодолазький район  | 77,7       | 21,5      | 0,2        | 0,1        |
| Первомайський район    | 58,2       | 41,2      | 0,1        | 0,2        |
| Печенізький район      | 92,8       | 6,9       | 0,0        | 0,2        |
| Сахновщинський район   | 94,4       | 4,5       | 0,3        | 0,2        |
| Харківський район      | 63,9       | 35,2      | 0,2        | 0,2        |
| Чугуївський район      | 45,2       | 53,9      | 0,3        | 0,1        |
| Шевченківський район   | 91,2       | 7,8       | 0,2        | 0,2        |
| Xарківська область     | 53,8       | 44,3      | 0,2        | 0,1        |

### Вільне володіння мовами
За даними Всеукраїнського перепису населення 2001 року, 88,55% мешканців Харківської області вказали вільне володіння українською мовою, а 83,84% - російською мовою. 95,60% мешканців Харківської області вказали вільне володіння мовою своєї національності.
Вільне володіння мовами найбільш чисельних національностей Харківської області за даними перепису населення 2001 р.
|               | своєї національності | українська | російська |
| ------------- | -------------------- | ---------- | --------- |
| Українці      | 95,95%               |            | 78,25%    |
| Росіяни       | 98,97%               | 70,33%     |           |
| Білоруси      | 35,75%               | 70,64%     | 86,94%    |
| Євреї         | 4,24%                | 75,80%     | 98,41%    |
| Вірмени       | 61,22%               | 52,16%     | 90,89%    |
| Азербайджанці | 69,77%               | 44,85%     | 86,51%    |
| Грузини       | 53,27%               | 55,60%     | 86,34%    |
| Татари        | 35,33%               | 60,08%     | 95,86%    |
| Молдовани     | 48,58%               | 71,53%     | 83,35%    |
| В'єтнамці     | 98,89%               | 8,93%      | 32,38%    |
| Цигани        | 74,37%               | 62,62%     | 73,59%    |
| Поляки        | 21,23%               | 82,90%     | 87,24%    |

## Місце народження
За переписом 2001 року 85,5% населення Харківської області народилися на території України (УРСР), 14,5% населення на території інших держав (зокрема 10,6% - на території Росії/РРФСР). 73,1% населення народилися на території Харківської області, 12,4% - у інших областях України.
Питома вага уродженців різних регіонів України у населенні Харківської області за переписом 2001 року:
| уродженців області      | кількість | частка у населенні |
| Харківської             | 2117886   | 73,1               |
| Сумської                | 50249     | 1,7                |
| Донецької               | 47348     | 1,6                |
| Полтавської             | 42568     | 1,5                |
| Луганської              | 31005     | 1,1                |
| Дніпропетровської       | 19686     | 0,7                |
| Чернігівської           | 15611     | 0,5                |
| Житомирської            | 15109     | 0,5                |
| Вінницької              | 12826     | 0,4                |
| АР Крим                 | 11698     | 0,4                |
| Хмельницької            | 10621     | 0,4                |
| Запорізької             | 9984      | 0,3                |
| Рівненської             | 9809      | 0,3                |
| Київської               | 9020      | 0,3                |
| Львівської              | 9005      | 0,3                |
| Черкаської              | 8845      | 0,3                |
| Кіровоградської         | 8563      | 0,3                |
| Одеської                | 7303      | 0,3                |
| Закарпатської           | 6578      | 0,2                |
| Волинської              | 5917      | 0,2                |
| Івано-Франківської      | 5594      | 0,2                |
| Миколаївської           | 4945      | 0,2                |
| Херсонської             | 4847      | 0,2                |
| м. Києва                | 4725      | 0,2                |
| Тернопільської          | 3835      | 0,1                |
| Чернівецької            | 2284      | 0,1                |
| Севастополя (міськрада) | 894       | 0,0                |

## Міграційні процеси
|      | Міграційний приріст, скорочення (–), осіб |
| 1990 | 2800                                      |
| 1991 | 2900                                      |
| 1992 | 6600                                      |
| 1993 | –4400                                     |
| 1994 | –11000                                    |
| 1995 | –9100                                     |
| 1996 | –8600                                     |
| 1997 | –5600                                     |
| 1998 | –4800                                     |
| 1999 | –1900                                     |
| 2000 | –100                                      |
| 2001 | 0,0                                       |
| 2002 | 2661                                      |
| 2003 | 4053                                      |
| 2004 | 5648                                      |
| 2005 | 5159                                      |
| 2006 | 4586                                      |
| 2007 | 4031                                      |
| 2008 | 4405                                      |
| 2009 | 1985                                      |
| 2010 | 1839                                      |
| 2011 | 834                                       |
| 2012 | 15125                                     |
| 2013 | 5588                                      |
| 2014 | 8261                                      |
| 2015 | 4981                                      |
| 2016 | 797                                       |
| 2017 | 12069                                     |
| 2018 | 4534                                      |
| 2019 | 5436                                      |
| 2020 | 2843                                      |
| 2021 | 4701                                      |

## Зайнятість населення
Сфери зайнятості населення області за переписом 2001 року
| сфера діяльності                                                                 | кількість зайнятих | частка |
| -------------------------------------------------------------------------------- | ------------------ | ------ |
| Обробна промисловість                                                            | 232 865            | 22,9%  |
| Сільське господарство, мисливство та лісове господарство                         | 144 143            | 14,2%  |
| Оптова та роздрібна торгівля; торгівля транспортними засобами; послуги з ремонту | 120 758            | 11,9%  |
| Освіта                                                                           | 92 804             | 9,1%   |
| Охорона здоров'я та соціальна допомога                                           | 75 565             | 7,4%   |
| Транспорт і зв'язок                                                              | 67 666             | 6,7%   |
| Державне управління                                                              | 58 425             | 5,7%   |
| Операції з нерухомістю, здавання під найм та послуги юридичним особам            | 48 270             | 4,8%   |
| Виробництво електроенергії, газу та води                                         | 41 321             | 4,1%   |
| Неточно вказали або не вказали вид діяльності                                    | 38 416             | 3,8%   |
| Будівництво                                                                      | 31 811             | 3,1%   |
| Колективні, громадські та особисті послуги                                       | 29 945             | 2,9%   |
| Готелі та ресторани                                                              | 13 342             | 1,3%   |
| Фінансова діяльність                                                             | 9 132              | 0,9%   |
| Добувна промисловість                                                            | 7 794              | 0,8%   |
| Послуги домашньої прислуги                                                       | 3 209              | 0,3%   |
| Рибне господарство                                                               | 470                | 0,0%   |
| Екстериторіальна діяльність                                                      | 165                | 0,0%   |
| Всього зайнятих економічною діяльністю                                           | 1 016 101          | 100,0% |

За даними Державної служби статистики України у 2021 році в Харківській області усього було зайнято у секторах господарства 1 181,1 тис. осіб населення у віці 15–70 років.
| Види діяльності                                                     | Кількість зайнятих, тис.осіб |
| ------------------------------------------------------------------- | ---------------------------- |
| сільське господарство, лісове господарство та рибне господарство    | 153,3                        |
| промисловість                                                       | 217,9                        |
| будівництво                                                         | 55,2                         |
| торгівля; ремонт автотранспортних засобів і мотоциклів              | 285,4                        |
| транспорт, складське господарство, поштова та кур'єрська діяльність | 75,3                         |
| тимчасове розміщування й організація харчування                     | 17,0                         |
| інформація та телекомунікації                                       | 27,6                         |
| фінансова та страхова діяльність                                    | 10,0                         |
| операції з нерухомим майном                                         | 33,2                         |
| професійна, наукова та технічна діяльність                          | 36,9                         |
| діяльність у сфері адміністративного та допоміжного обслуговування  | 20,7                         |
| державне управління й оборона; обов'язкове соціальне страхування    | 52,5                         |
| освіта                                                              | 97,9                         |
| охорона здоров'я та надання соціальної допомоги                     | 65,2                         |
| мистецтво, спорт, розваги та відпочинок                             | 13,2                         |
| інші види економічної діяльності                                    | 19,8                         |